# National Geographic (журнал)
Журнал National Geographic (англ. National Geographic Magazine, «Нэшнл джиогрэ́фик мэ́гэзин», по-русски Нэшнл географик) — официальное издание Национального географического общества США, основанное в октябре 1888 года. Журнал издаётся в нескольких странах и на разных языках. С 2014 года главный редактор — Сьюзен Голдберг.
Журнал специализируется на статьях о географии, природе, истории, науке и культуре. Материалы снабжаются большим количеством фотографий.
Первый выпуск журнала National Geographic вышел в свет в октябре 1888 года, через девять месяцев после создания Национального географического общества. Изначально журнал представлял собой научное издание с минимумом иллюстраций. Современный вид с большим количеством фото и популярным стилем журнал приобрёл в 1896 году, когда на его обложке появились слова «иллюстрированный журнал». С этого времени большое количество иллюстраций высокого качества стало фирменной особенностью журнала. С журналом сотрудничали многие известные художники, в частности Том Ловелл. В 1926 году, в период, когда главным редактором издания был Г. Х. Гровенор, тираж журнала впервые превысил миллион экземпляров.

## Языковые версии
| Язык                             | Страница                                                                                  | Редактор              |
| -------------------------------- | ----------------------------------------------------------------------------------------- | --------------------- |
| английский                       | http://www.nationalgeographic.com/ngm Архивная копия от 8 января 2009 на Wayback Machine  | Chris Johns           |
| болгарский                       | http://www.nationalgeographic.bg/ Архивная копия от 18 марта 2009 на Wayback Machine      | Krassimir Drumev      |
| китайский                        | http://www.natgeo.com.cn/ Архивная копия от 20 августа 2006 на Wayback Machine            | Yungshih Lee          |
| хорватский                       | https://web.archive.org/web/20030815013105/http://www.nationalgeographic.com.hr/          | Hrvoje Prćić          |
| чешский                          | http://www.national-geographic.cz/ Архивная копия от 6 января 2008 на Wayback Machine     | Tomáš Tureček         |
| датский                          | https://web.archive.org/web/20081216012829/http://www.nationalgeographic.dk/              | Karen Gunn            |
| голландский (Нидерланды/Бельгия) | http://www.nationalgeographic.nl/ Архивная копия от 11 декабря 2008 на Wayback Machine    | Aart Aarsbergen       |
| финский                          | http://www.natgeo.fi/ Архивная копия от 5 июля 2014 на Wayback Machine                    | Karen Gunn            |
| французский                      | http://www.nationalgeographic.fr/ Архивная копия от 5 декабря 2008 на Wayback Machine     | François Marot        |
| немецкий                         | http://www.nationalgeographic.de/ Архивная копия от 11 декабря 2008 на Wayback Machine    | Klaus Liedtke         |
| греческий                        | https://web.archive.org/web/19981201075402/http://www.nationalgeographic.gr/              | Maria Atmatzidou      |
| грузинский                       | http://www.nationalgeographic.ge/ Архивная копия от 6 апреля 2013 на Wayback Machine      | Levan Butkhuzi        |
| венгерский                       | http://www.geographic.hu/ Архивная копия от 6 декабря 2008 на Wayback Machine             | Tamás Schlosser       |
| иврит                            | https://web.archive.org/web/20130219090306/http://www.nationalgeographic.co.il/           | Daphne Raz            |
| индонезийский                    | http://www.nationalgeographic.co.id/ Архивная копия от 8 декабря 2008 на Wayback Machine  | Tantyo Bangun         |
| итальянский                      | http://www.nationalgeographic.it/ Архивная копия от 28 апреля 2010 на Wayback Machine     | Гульельмо Пепе        |
| японский                         | http://www.nationalgeographic.jp/ Архивная копия от 17 декабря 2008 на Wayback Machine    | Hiroyuki Fujita       |
| корейский (Южная Корея)          | http://www.nationalgeographic.co.kr/ Архивная копия от 17 декабря 2008 на Wayback Machine | Kay Wang              |
| норвежский                       | https://web.archive.org/web/20050913153836/http://www.nationalgeographic.no/              | Karen Gunn            |
| польский                         | http://www.nationalgeographic.pl/ Архивная копия от 25 сентября 2001 на Wayback Machine   | Martyna Wojciechowska |
| португальский (Бразилия)         | https://web.archive.org/web/20050913153836/http://www.nationalgeographic.no/              | Matthew Shirts        |
| португальский (Португалия)       | http://www.nationalgeographic.pt/ Архивная копия от 17 декабря 2008 на Wayback Machine    | Gonçalo Pereira       |
| румынский                        | http://www.national-geographic.ro/ Архивная копия от 17 декабря 2008 на Wayback Machine   | Cristian Lascu        |
| русский                          | http://www.nat-geo.ru/ Архивная копия от 23 октября 2017 на Wayback Machine               | Андрей Паламарчук     |
| сербский                         | http://www.nationalgeographic.rs/ Архивная копия от 8 февраля 2014 на Wayback Machine     | Igor Rill             |
| словенский                       | http://www.nationalgeographic.si/ Архивная копия от 17 декабря 2008 на Wayback Machine    | Miha Kovač            |
| испанский (Латинская Америка)    | http://www.ngenespanol.com/ Архивная копия от 24 октября 2013 на Wayback Machine          | Omar Lopez            |
| испанский (Испания)              | http://www.nationalgeographic.com.es/ Архивная копия от 4 июля 2008 на Wayback Machine    | Josep Cabello         |
| шведский                         | https://web.archive.org/web/20081218044449/http://www.nationalgeographic.se/              | Karen Gunn            |
| тайваньский                      | http://www.nationalgeographic.com.tw/ Архивная копия от 6 декабря 2008 на Wayback Machine | Roger Pan             |
| тайский                          | http://www.ngthai.com/ Архивная копия от 9 октября 2014 на Wayback Machine                | Kowit Phadungruangkij |
| турецкий                         | http://www.nationalgeographic.com.tr Архивная копия от 29 мая 2005 на Wayback Machine     | Nesibe Bat            |
| казахский                        | http://www.nationalgeographic.kz Архивная копия от 15 марта 2022 на Wayback Machine       | Еркін Жақып           |
| эстонский                        | http://www.nationalgeographic.ee Архивная копия от 15 марта 2022 на Wayback Machine       | Erkki Peets           |

В 2013—2014 годах существовала украинская версия.

### Связи с Россией
В 1905 году в National Geographic были перепечатаны 11 из 50 фотографий из ранее изданного в России и подаренного Географическим Обществам разных стран альбома фотографий Тибета, включавшего большое количество первых в мире фотографий загадочной и неизвестной в то время страны, сделанных в двух независимых экспедициях российских учёных-востоковедов Гомбожаба Цыбикова и Овше Норзунова.
С октября 2003 года журнал издаётся на русском языке («National Geographic Россия»). Его тираж составляет 140000 экз.
15 апреля 2022 года выпуск журнала «National Geographic» в России был приостановлен. Также была приостановлена работа сайта www.nat-geo.ru. При её заходе выдаётся соответствующее объявление и сайт перенаправляется на сaйт нового Интернет-проекта «Russian Traveler» от той же комaнды, не связанный с международным изданием.